# 아키텍처 패턴
아키텍처 패턴(architectural pattern)은 주어진 문맥 안에서 소프트웨어 아키텍처의 공통적인 발생 문제에 대한 일반적인, 재사용 가능한 해결책을 의미한다. 아키텍처 패턴은 소프트웨어 디자인 패턴과 비슷하지만 더 넓은 범위에 속한다. 아키텍처 패턴은 소프트웨어 공학의 다양한 문제를 해결하는데, 예를 들어 컴퓨터 하드웨어 성능 제한, 비즈니스 위험의 최소화와 고가용성을 들 수 있다. 일부 아키텍처 패턴은 소프트웨어 프레임워크 안에 구현되어 있다.

## 정의
아키텍처 패턴이 시스템의 이미지를 전달하더라도 아키텍처는 아니다. 아키텍처 패턴은 소프트웨어 아키텍처의 일부 필수 응집 요소를 해결하고 묘사하는 개념이다. 수많은 다른 아키텍처가 동일한 패턴을 구현하고 관련 특성을 공유할 수 있다. 패턴은 종종 "엄격하게 설명되고 일반적으로 사용 가능한" 것으로 정의된다.

## 같이 보기
- 엔터프라이즈 아키텍처
- 다층 구조